# カラテカ (ゲーム)
『カラテカ』 (Karateka) は、1984年6月1日にアメリカ合衆国のBrøderbundが発売したApple II用横スクロールアクションゲーム。
空手家の主人公が婚約者を連れ戻すためにアクマ (Akuma) やその部下たちと闘う空手格闘アクション。開発はアメリカのゲームクリエイターであるジョーダン・メックナーが行っており、メックナーは後に『プリンス・オブ・ペルシャ』（1989年）も開発している。
欧米では各種ホビーパソコンに移植されたほか、日本国内においてもPC-9801などのパソコンや家庭用ゲーム機であるファミリーコンピュータ、携帯型ゲーム機であるゲームボーイにも移植されている。また、iOS用ソフトとしても移植されている。

## ゲーム内容

### システム
プレイヤーはパンチやキックを使い、敵を打ち倒していく。攻撃には上・中・下段攻撃が使用でき、前述のパンチやキック攻撃と組み合わせると6種類の攻撃方法が存在することになる。攻撃は最大3回（一部の敵キャラクターは4回）まで連射できる。どちらも同じ高さの攻撃を同時に繰り出すと「相殺」し合い、その場合はどちらもノーダメージで戦闘は強制終了する。また、特定ボタンを押すと「礼」を行うが、これはゲーム中の難易度を上下させる効果がある。
主人公と対戦相手の敵の体力は画面下に常表示されており、プレイヤーは赤色のゲージ、敵キャラクターは青色のゲージで表現される。移動状態のポーズのまま待機していると体力が回復する（敵も待機していると同様に回復する）が、体力には「限界点」というものが存在し、それ以上は回復できないようになっている。限界点は、自分の体力がある地点が敵キャラクターの体力の限界点ということになる。つまり相手を攻撃し続け、より先に体力を削った方が若干有利になる。
キャラクターには「戦闘状態」と「移動状態」の2種類の状態があり、戦闘状態だとすり足でしか移動できないが、パンチやキックを繰り出すこと、そして移動状態と違い後退を行うことができる。移動状態だと主人公は走れるが、この状態と戦闘状態をうまく組み合わせなければ抜けられないトラップも登場する。しかし、この移動状態のまま敵に激突すると一瞬で体力が尽きてしまい、ゲームオーバーとなる。
戦闘開始時に礼を行うが、主人公が礼をすると敵も礼を返す。礼をした後に戦闘状態にせず、再度礼を行い続けると永遠に対戦が始まらない。礼を行わずにすぐ戦闘することも可能だが、ファミコン版のみの要素として、その場合は敵AIが超高難易度設定となる。逆に、敵AIが先に礼をしてしまった場合は、タイミング良く主人公も礼を返さなければならない。

### トラップ
ギロチン
敵の道場に入ってすぐに出現し、近づくと柵が一瞬にして落ちる。ファミリーコンピュータ版とオリジナル版とで攻略方法がそれぞれ異なる。即死トラップであり、回避に時間がかかると待ち構えていた敵が登場して主人公を襲う。
タカ
アクマが飼っている鷹。アクマの待つ道場内に入ると、数度カラテカを襲いに出現する。高い位置に出現するものと低い位置に出現するものの2種類のうち、高い方は上段攻撃でしか倒せず、低い方は下段攻撃でしか倒せない。
幹部部屋
ステージを進めていくと4人の幹部らしき敵と連戦する「幹部部屋」に突入する。このステージでは敵である幹部の後ろの扉が閉まっており、幹部を倒さないと先に進めないようになっている。幹部を倒して扉を攻撃して壊すと次の幹部部屋に入り、計4人の幹部を倒すと次のステージへ進む。実は幹部を画面端まで追い詰め、蹴りを連射すると幹部が壁に押し戻され、ハメることができる。
鳥部屋
ある部屋に入ると突然体力ゲージが出現し、一定数のタカを倒さなければ先に進めない「鳥部屋」が登場する。この部屋では待機状態でも体力が回復しない。

### 備考
- 勝利ポーズが2種類あり、上段突き一撃、あるいは上段蹴りでKOした場合は左手を突き上げる勝利ポーズとなる。
- Apple II版でフロッピーディスクを表裏逆にして起動すると、画面が上下逆に表示される。
- キャラクターのドット絵やモーションはロトスコープの技法を使って作成された[3]。
- Apple II版ではヒョウも敵キャラクターとして登場する予定だったが、容量の関係で削られた。
- マリコの名前は、アメリカで放映されたテレビドラマ『将軍 SHŌGUN』（1980年）で島田陽子が演じた姫の名前を引用した。
- FC版では、スタート地点から少しでも左側に動こうとすると崖に落ちてしまい、即ゲームオーバーになる[2]。

## 登場人物
カラテカ (Karateka)
主人公。「南斗再試拳（なんとさいしけん）」の使い手。アクマたちに囚われた恋人のマリコ姫を救出するため、単身アクマの館へ乗り込む。
マリコ姫 (Mariko)
カラテカの恋人。アクマたちに囚われ、カラテカの救出を待ち焦がれるヒロインである。
アクマ (Akuma)
マリコをさらった悪の空手家。ファミリーコンピュータ版では「アクマ将軍」と呼ばれ、その部下たちが「アクマ」と呼ばれている。

## 他機種版
| No. | タイトル               | 発売日            | 対応機種                                                                     | 開発元                 | 発売元                       | メディア                        | 型式    | 備考                             | 出典                 |
| --- | ---------------------- | ----------------- | ---------------------------------------------------------------------------- | ---------------------- | ---------------------------- | ------------------------------- | ------- | -------------------------------- | -------------------- |
| 1   | KARATEKA               | 1985年            | Atari 8ビット・コンピュータ コモドール64                                     | ジョーダン・メックナー | ブローダーバンド             | フロッピーディスク              | -       | 欧州ではコモドール64版のみ発売   | [ 4 ] [ 5 ] [ 5 ]    |
| 2   | カラテカ               | 1985年12月5日     | ファミリーコンピュータ                                                       | ソフトプロ             | ソフトプロ                   | 192キロビットロムカセット       | SFC-KR  | -                                | [ 2 ]                |
| 3   | KARATEKA               | 1986年            | PC/AT互換機                                                                  | ブローダーバンド       | ブローダーバンド             | フロッピーディスク              | -       | -                                | [ 6 ]                |
| 4   | KARATEKA               | 1987年            | Atari 7800                                                                   | アタリ                 | アタリ                       | ロムカセット                    | CX7822  | -                                | [ 7 ]                |
| 5   | KARATEKA               | 1988年            | Atari ST                                                                     | アンドロメダ           | ブローダーバンド             | フロッピーディスク              | -       | -                                | [ 8 ]                |
| 6   | KARATEKA               | 1988年            | Atari XEGS                                                                   | アタリ                 | アタリ                       | ロムカセット                    | RX8095  | -                                |                      |
| 7   | カラテカ               | 1988年11月        | PC-9801                                                                      | ブローダーバンド       | ブローダーバンド             | フロッピーディスク              | -       | -                                | [ 9 ]                |
| 8   | マスターカラテカ       | 1989年12月28日    | ゲームボーイ                                                                 | トーセ                 | 新正工業                     | 256キロビットロムカセット       | DMG-KRA | 通信ケーブル対応、対戦プレイ可能 | [ 11 ]               |
| 9   | カラテカ               | 1990年            | Amstrad CPC MSX ZX Spectrum                                                  | DROsoft                | DROsoft                      | フロッピーディスク              | -       | -                                | [ 12 ] [ 13 ] [ 14 ] |
| 10  | カラテカ               | INT 2001年2月1日  | Palm OS                                                                      | Black Peppers Studio   | Beiks LLC                    | ダウンロード                    | -       | -                                | [ 15 ]               |
| 11  | KARATEKA               | INT 2012年11月7日 | Xbox 360                                                                     | Liquid Entertainment   | ディースリー・パブリッシャー | ダウンロード (Xbox Live Arcade) | -       | リメイク版                       |                      |
| 12  | KARATEKA               | INT 2012年11月    | PlayStation 3 (PlayStation Network) Windows (Steam)                          | Liquid Entertainment   | ディースリー・パブリッシャー | ダウンロード                    | -       | リメイク版                       |                      |
| 13  | KARATEKA               | INT 2012年12月    | iPhone、iPad (iOS)                                                           | Liquid Entertainment   | ディースリー・パブリッシャー | ダウンロード                    | -       | リメイク版                       |                      |
| 14  | カラテカ・クラシック   | INT 2013年5月16日 | iPhone、iPad (iOS) Android                                                   | -                      | Karateka, LLC                | ダウンロード                    | -       | Apple II版の移植                 |                      |
| 15  | The Making of Karateka | INT 2023年8月3日  | Nintendo Switch PlayStation 4 PlayStation 5 Xbox One Xbox Series X/S Windows | Digital Eclipse        | Digital Eclipse              | ダウンロード                    | -       | Apple II、C64、Atari400版の移植  |                      |

ファミリーコンピュータ版
- 主人公やマリコの音声合成がカットされている。
- 冒頭のマリコが泣き崩れ、主人公が海岸から這い上がるまでのデモや、道中でアクマの館が映るデモがカットされている。
- Apple II版で海岸や館の窓から見えていた富士山がカットされているかわりに、潮騒の効果音が追加されている。また、Apple II版で屋外に建っていた鳥居がただの木柱に変更されている。
- アクマのデザインが、戦国武将を思わせる派手なものから、主人公と同じような道着姿に変更されている。
- Apple II版では、アクマを倒したあと戦闘状態のままマリコに近づくと彼女から前蹴りを喰らい即死するが、ファミリーコンピュータ版ではカットされている。
- 開始してすぐ構えながら後退すると谷に落ち、ゲームオーバーとなる。この時には専用のサウンドが用意されている[16]。

ゲームボーイ版
- 『マスターカラテカ』の題名で発売。一部のシステムが見直され、アイテムの導入・防御の導入・システムの調整・グラフィックの書き換えなどが行われ、構えを取らずに攻撃を受けても即死はしない[17]。
- パワー・ライフ・スピードの3種類のパラメータの振り分けができるようになった。ただし実際のプレイで必要なのはほとんどスピードのみである[17]。
- 通信ケーブルに対応しており、2人同時での対戦プレイが可能となっている。

リメイク版
- 2012年にオリジナル版の開発者によってリメイク版が制作され、Xbox 360のXbox Live Arcadeにて配信された。また、後にPlayStation 3やWindows、iPhone、iPad、Androidにて配信された[18]。
- 内容は原作と異なり、背景は2D、キャラクターは3Dによって表現されている。ストーリーは原作そのままであるが、主人公が3人のタイプから選択でき、道中を進む中で敵と遭遇し、敵との戦闘は対戦型格闘ゲームのようなシステムになっている[19]。

## スタッフ
オリジナル版
- クリエイター：ジョーダン・メックナー
- 追加グラフィック：ジーン・ポートウッド、ローレン・エリオット
- 追加アニメーション：ジーン・ポートウッド、ローレン・エリオット

## 評価
| 項目 | キャラクタ | 音楽 | 操作性 | 熱中度 | お買得度 | オリジナリティ | 総合  |
| FC版 | 2.45       | 1.90 | 2.18   | 2.09   | 1.89     | 2.51           | 13.02 |
| GB版 | 2.20       | 2.07 | 2.22   | 2.21   | 2.23     | 2.19           | 13.12 |

ファミリーコンピュータ版
- ゲーム誌『ファミリーコンピュータMagazine』の読者投票による「ゲーム通信簿」での評価は別記の通り13.02点（満30点）となっている[23]。

ゲームボーイ版
- ゲーム誌『ファミコン通信』の「クロスレビュー」では、5・6・7・4の合計22点となっている[24][21]。レビュアーの意見としては、「（ファミリーコンピュータ版の）なめらかなアニメーションが忠実に再現されている」と評されている[24]。

- ゲーム誌『ファミリーコンピュータMagazine』の読者投票による「ゲーム通信簿」での評価は別記の通り13.12点（満30点）となっている[10]。また、同雑誌1991年5月24日号特別付録の「ゲームボーイ オールカタログ」では、「動きはとてもなめらかでいいが、画面が単調なのも確かだ」と紹介されている[10]。